# María de las Mercedes Santa Cruz y Montalvo
María de las Mercedes Santa Cruz y Montalvo, (La Habana, 1789 - París, 1852) fue una escritora y novelista cubana conocida como la Condesa de Merlin, fundadora de la literatura cubana escrita por mujeres.

## Biografía

### Sus primeros años
Nació en La Habana siendo su madre María Teresa Montalvo O´Farril y su padre Joaquín de Santa Cruz y Cárdenas, conde de Jaruco. Ella tenía 16 años y él 18. Se fueron a Europa siendo ella una niña de meses por lo que la dejaron al cuidado de su bisabuela materna Doña Luisa Chacón. Su infancia fue libre y sin una rígida educación, lo cual provocó escándalo de su abuela paterna, la Condesa viuda de Jaruco.
Cuando su padre regresó a Cuba en 1791 la envió interna al Convento de Santa Clara de Asís, de donde se escapó y vivió durante un tiempo con la marquesa de Castelflor. Finalmente partió con su padre para España donde bajo la vigilancia de su madre fue sometida a un estricto programa de enseñanza.

### Juventud en la Corte madrileña
Llegó a Madrid en 1802 donde sus padres tenían un lugar preferente en la Corte de Carlos IV gracias a su tío materno, el general O´Farrill. El salón de su madre rivalizaba con salones como el de la Duquesa de Alba o el de la Duquesa de Benavente.  A él acudían entre otros, Leandro Fernández de Moratín  y Francisco de Goya, que durante un tiempo fue profesor de dibujo de la joven Santa Cruz y Montalvo.
Con la subida al trono de José Bonaparte muchos ilustrados aceptaron el cambio de dinastía y decidieron colaborar con los franceses, entre ellos su tío que fue nombrado ministro de Guerra. El salón de su madre se convirtió en el principal salón de la Corte madrileña, siendo un punto de encuentro de los afrancesados. Su madre, ya viuda, se convirtió en amante del rey lo que propició el matrimonio de Santa Cruz y Montalvo con Cristóbal Merlin de Thionville, al que el rey nombró Conde de Merlín. Se casaron en 1810 y en 1813, cuando las tropas francesas dejaron España, huyó a París.

### París y su éxito mundano y literario
Allí pronto pasó a ser un personaje popular en la sociedad francesa y su salón era frecuentado por personas eminentes en ciencia, literatura y arte. Acogía también a la nueva oleada de refugiados de España, los liberales que huían del gobierno despótico de Fernando VII. Participó en varios conciertos para recaudar ayuda, comenzó recaudando para los griegos que luchaban por su independencia del Imperio Otomano, pero siguió haciéndolo con otras situaciones de emergencia teniendo en todos un gran éxito.
Formó un círculo de influencias con algunos de los personajes más importantes de la época: Martínez de la Rosa y Salustiano Olózaga, los jefes políticos de los grandes partidos liberales españoles (moderados y progresistas); George Sand; Balzac, que le dedicó una de sus novelas; Chateaubriand, que en una carta a madame Recamier la llamó “ la más bella de las mujeres”; Chopin y Berlioz entre otros. Su retrato, obra de madame de Paulimier obtuvo el premio de la exposición de 1832. Y Luis Felipe, al llegar al poder le concedió la Legión de Honor.
En 1840 Santa Cruz y Montalvo hizo una visita a la ciudad donde nació, La Habana para arreglar asuntos de familia. En forma epistolar a sus conocidos fue dando cuenta de este viaje y estas cartas serán el futuro libro que dedicó a Leopoldo O´Donnell, que era entonces gobernador general de Cuba.  Estas cartas a personalidades famosas de aquella época muestran su amplia red social y política, así, en las cartas al duque Èlie de Decazes, primer ministro bajo Luis XVIII, criticaba la opresión de Cuba por parte de la metrópoli y la falta de escuelas populares en la isla, sin embargo, destacaba los méritos intelectuales de algunos famosos cubanos; sus cartas sobre la esclavitud las dirigió a François Dupin, sobre el sistema judicial al Señor Berryer y a George Sand una carta que refleja la posición de las mujeres en la sociedad cubana y la educación familiar de los niños. Las cartas publicadas originalmente en París tuvieron una amplia repercusión internacional. En España fueron eliminadas las que criticaban el régimen colonial y en Cuba fueron ampliamente rechazadas. Félix Tanco y Bosnemiel publicó en 1844 bajo seudónimo en el Diario de La Habana la refutación al folleto intitulado Viage a La Habana, publicada en el diario. En él negaba el derecho de la Condesa de Merlin a participar en el discurso nacional ya que era extranjera y mujer.
En 1842 regresó a su país de adopción, Francia, donde consiguió reconocimiento por sus trabajos literarios. Sin embargo, su vida personal fue desgraciada ya que su amante le hizo sufrir con sus continuas infidelidades y además la llevó a la ruina. De hecho, murió abandonada y empobrecida en 1852.
Aunque tuvo cuatro hijos y dos nietos, no hay descendientes directos de ella en el siglo XXI.

## Obra
La Condesa escribió sus obras en francés aunque las traducciones al castellano fueron casi inmediatas y en algún caso, como en su Viage á la Habana, con importantes diferencias textuales ya que recortó sustancialmente el texto original pasando de los cuatro tomos de la edición francesa a un tomo único de la española, lo que supuso reducir 36 cartas a 10.
Sus trabajos más importantes son: su autobiografía Mes douze premiéres années (París, 1831) y Souvenirs et Mémoires (Souvenirs d´une Creole) (1835) donde remarca su condición de criolla; la biografía de una monja que fue su maestra en el convento de Santa Clara de La Habana Histoire de la Soeur Inés; el relato de la vida de su amiga, la cantante española María García Malibrán Le loisir d´une femme du monde, 1838 y el libro Viage á la Habana. Gertrudis Gómez de Avellaneda escribió una biografía de Santa Cruz y Montalvo con la que se acompañó la edición española de La Habana (Madrid, 1844).
Su autobiografía fue publicada en español por Agustín de Palma en Filadelfia en 1837 y en La Habana en 1892. En ella contó su infancia en la gran casa de su bisabuela y su estancia en el convento del que escapó. La historia de Sor Inés le sirvió para ofrecer una visión de la situación de la mujer en la sociedad caribeña y sobre la vida conventual, a través de una historia de amores desgraciados a tono con el Romanticismo en el que militó. En Souvenirs, también traducida por Agustín de Palma y publicada en La Habana en 1853, añadió a sus primeros años su estancia en Madrid, antes y durante la ocupación de las tropas francesas y su marcha a París. Terminó el libro con la adición de la historia de Sor Inés. El libro tiene forma de relato periodístico ya que ella fue testigo directo de los hechos que cuenta. En su descripción de los enfrentamientos entre madrileños y franceses, incluyó referencias a cuadros de Francisco de Goya. La biografía de su amiga Malibrán aparece en el mismo volumen que L´ evasion, otro relato evocador de su infancia.

### La Havane / Viage a la Habana
En su Viage ofreció su visión sobre la política, economía, la sociedad y la esclavitud de la colonia. Criticó a la administración colonial planteando que era necesario reformarla. La carta XX, dirigida al Barón Dupin, conocido antiesclavista, era un ensayo sobre la esclavitud que había publicado 3 años antes: Los esclavos en las colonias españolas. Para ella era justo abolir la esclavitud que está en contra del Derecho Natural pero era injusto porque iba en contra de los derechos de propiedad de los hacendados. Por eso, propuso la eliminación gradual de la esclavitud siendo sustituida por mano de obra blanca procedente de Europa. Estaba en contra de los castigos físicos como muestra en los recuerdos de su infancia.
Este libro es un libro de viajes y puede incluirse en los libros que escritos por mujeres tuvieron tanto éxito en el siglo XIX. En ellos las escritoras opinaban sobre temas que solo trataban hombres y la Condesa decidió también dar su opinión. En la dedicatoria al entonces Capitán General de la isla Leopoldo O´Donnell le pide protección y mayor justicia y en la dedicada a sus compatriotas les apoya ante su petición de mayor participación en el gobierno de la colonia. Asume un papel de mediadora entre España y la colonia. Parece que escribió este libro a instancias del intelectual cubano Domingo del Monte que en sus viajes a Europa siempre recalaba en su tertulia.
La versión española consta de las cartas escogidas para no molestar y, por tanto, destacan lo exótico y lo costumbrista de la isla eliminando toda intención reformista que sí había en la versión francesa. Las contradicciones de la Condesa al pertenecer a dos mundos, el europeo y el de la élite criolla, son el reflejo de los dos mundos a los que pertenecía.
Muchos de sus trabajos han sido traducidos a otras lenguas europeas; algunos de ellos fueron escritos originalmente en español, aunque la mayoría fue en francés.